# کمپین ریاست‌جمهوری هولیان کاسترو (۲۰۲۰)

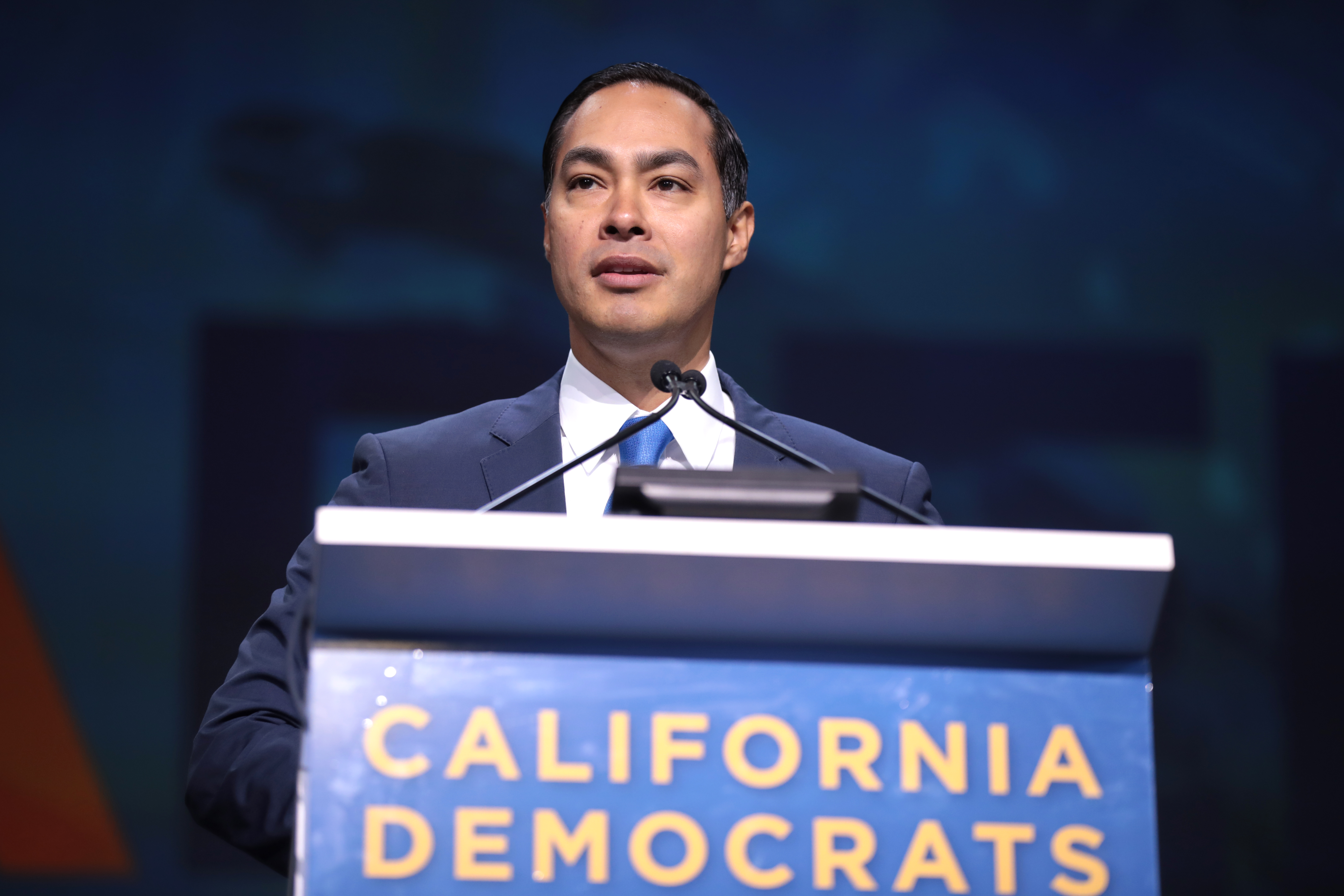

کمپین ریاست‌جمهوری هولیان کاسترو، ۲۰۲۰ (انگلیسی: Julian Castro 2020 presidential campaign) به‌طور رسمی در ۱۲ ژانویه ۲۰۱۹ آغاز شد. در این کمپین هولیان کاسترو وزیر مسکن و توسعه شهری ایالات متحده آمریکا که از سال ۲۰۱۴–۲۰۱۷ در این سمت به عنوان نماینده حزب دموکرات (ایالات متحده آمریکا) خدمت می‌کرد، نامزدی خود را برای حضور در انتخابات ریاست‌جمهوری ایالات متحده آمریکا (۲۰۲۰) اعلام کرد.

## پیشینه
کاسترو در سمت شهردار سن آنتونیو، تگزاس از سال ۲۰۰۹ تا زمانیکه در کارزار انتخاباتی باراک اوباما شرکت کرد، انجام وظیفه می‌کرد و بعد نیز در کابینه ایالات متحده آمریکا وارد شد و به عنوان وزیر مسکن و توسعه شهری ایالات متحده آمریکا منصوب شد. کاسترو در رقابت‌های انتخاباتی ۲۰۱۶ نامزد بود تا به عنوان معاون هیلاری کلینتون در کارزار انتخاباتی حضور یابد. سناتور تیم کین او را برای این سمت کاندید کرده بود.